# Hietajärvi (sjö i Finland, Lappland, lat 66,67, long 26,33)
Hietajärvi är en sjö i Finland. Den ligger i kommunen Rovaniemi i landskapet Lappland, i den norra delen av landet, 700 km norr om huvudstaden Helsingfors. Hietajärvi ligger 165 meter över havet. Arean är 16,6 hektar och strandlinjen är 3,07 kilometer lång. Sjön  ingår i Kemi älvs huvudavrinningsområde. 